# Hain (Thuringe)
Pour les articles homonymes, voir Hain.
Hain  est une commune rurale de Thuringe (Allemagne), située dans l'arrondissement de Greiz. Elle fait partie de la Communauté d'administration Leubatal (Verwaltungsgemeinschaft Leubatal).

## Géographie

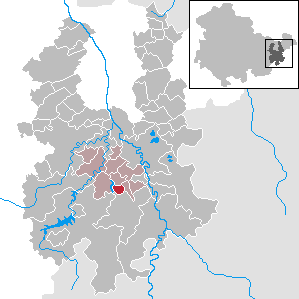
Situation de la commune (en rouge) dans l'arrondissement

Hain est située au centre de l'arrondissement, au cœur du Vogtland thuringeois, au nord des Monts de Thuringe. La ville appartient à la communauté d'administration Leubatal et se trouve à 12 km au nord-ouest de Greiz, le chef-lieu de l'arrondissement.
Communes limitrophes (en commençant par le nord et dans le sens des aiguilles d'une montre) : Lunzig, Kühdorf, Langenwetzendorf et Hohenleuben.

## Histoire
La première mention de Hain date de 1462. Le village est certainement une fondation d'origine allemande.
Hain a fait partie de la principauté de Reuss branche aînée (cercle de Greiz) jusqu'en 1918 et a ensuite été intégré au land de Thuringe en 1920 (arrondissement de Greiz). Après la seconde Guerre mondiale, il rejoint à la zone d'occupation soviétique puis à la République démocratique allemande en 1949 (district de Gera, arrondissement de Greiz). 

## Démographie
Commune de Hain :
| 1910 | 1933 | 1939 | 1995 | 2000 | 2005 | 2010 |
| ---- | ---- | ---- | ---- | ---- | ---- | ---- |
| 72   | 78   | 87   | 61   | 62   | 69   | 70   |

## Communications
La commune est traversée par la route régionale K322 qui la relie à Lunzig au nord et à Langenwetzendorf au sud.